# Raymond Le Bourdon
Pour les articles homonymes, voir Le Bourdon.
Raymond Le Bourdon, né le 18 mars 1861 et mort le 22 septembre 1937, est un haut fonctionnaire français, ministre d'État de Monaco de 1919 à 1923 sous les règnes des princes Albert Ier et Louis II.

## Décorations
- Officier dans l’ordre national de la Légion d’honneur (France)